# Pseudocellus paradoxus
Pseudocellus paradoxus är en spindeldjursart som först beskrevs av Cooke 1972.  Pseudocellus paradoxus ingår i släktet Pseudocellus och familjen Ricinoididae. Inga underarter finns listade i Catalogue of Life.